# Bryobia tuttlei
Bryobia tuttlei är en spindeldjursart som beskrevs av Frank Jason Smiley och Baker 1995. Bryobia tuttlei ingår i släktet Bryobia och familjen Tetranychidae. Inga underarter finns listade.